# Макаровка (Крым)
Мака́ровка  (до 1948 года Та́бор-Кире́й, ранее Кире́й; укр. Макарівка, крымскотат. Kirey, Кирей) — село в Первомайском районе Республики Крым, входит в состав Первомайского сельского поселения (согласно административно-территориальному делению Украины — Первомайского поселкового совета Автономной Республики Крым).

## Население
| 2001 | 2014 |
| ---- | ---- |
| 36   | ↘28  |

### Динамика численности
| - 1806 год — 116 чел. - 1864 год — 191 чел. - 1886 год — 61 чел. - 1889 год — 89 чел. - 1892 год — 74 чел. - 1900 год — 139 чел. | - 1915 год — 26/8 чел. - 1926 год — 97 чел. - 1989 год — 41 чел. - 2001 год — 36 чел. - 2009 год — 24 чел. - 2014 год — 28 чел. |

## Современное состояние
На 2016 год в Макаровке числится 1 улица — Макаровка; на 2009 год, по данным сельсовета, село занимало площадь 24 гектара, на которой в 9 дворах проживало 24 человека. Макаровка связана автобусным сообщением с райцентром, городами Крыма и соседними населёнными пунктами.

## География
Макаровка — маленькое село в севере района, в степном Крыму, высота центра села над уровнем моря — 24 м. Ближайшие сёла — Арбузово в 1,5 км на северо-запад и Новая Деревня в 3,5 км на северо-восток, райцентр в 4 километрах (по шоссе), ближайшая железнодорожная станция — Воинка на линии Джанкой — Армянск) — примерно 18 километров. Транспортное сообщение осуществляется по региональной автодороге 35Н-410 Первомайское — Воинка (по украинской классификации — С-0-11025).

## История
Первоначально старинное крымскотатарское селение называлось Кирей или Керей. Первое документальное упоминание встречается в Камеральном Описании Крыма… 1784 года, судя по которому, в последний период Крымского ханства Керей входил в Четырлык кадылык Перекопского каймаканства. После присоединения Крыма к России (8) 19 апреля 1783 года, (8) 19 февраля 1784 года, именным указом Екатерины II сенату, на территории бывшего Крымского Ханства была образована Таврическая область и деревня была приписана к Перекопскому уезду. После Павловских реформ, с 1796 по 1802 год, входила в Акмечетский уезд Новороссийской губернии. По новому административному делению, после создания 8 (20) октября 1802 года Таврической губернии, Кирей был включён в состав Бустерчинской волости Перекопского уезда.
По Ведомости о всех селениях в Перекопском уезде состоящих с показанием в которой волости сколько числом дворов и душ… от 21 октября 1805 года, в деревне Кирей числилось 18 дворов, 115 крымских татар и 1 ясырь. На военно-топографической карте генерал-майора Мухина 1817 года деревня Керей обозначена с 15 дворами. После реформы волостного деления 1829 года деревню, согласно «Ведомости о казённых волостях Таврической губернии 1829 года» отнесли к Ишуньской волости (переименованной из Бустерчинской). На карте 1836 года в деревне 32 двора, как и на карте 1842 года.
В 1860-х годах, после земской реформы Александра II, деревню включили в состав Бурлак-Таминской волости. Согласно «Памятной книжке Таврической губернии за 1867 год», деревня была покинута жителями, ввиду эмиграции крымских татар 1860—1866 годов, особенно массовой после Крымской войны 1853—1856 годов, в Турцию и была заселена переселенцами из Богемии. Чешское поселение Табор было основано в начале 1862 года (по другим данным в 1863-м) и получило своё название в честь родины переселенцев — чешского города Табор. Часто использовалось двойное название села Кирей-Табор. Первоначально в новой колонии поселилось 39 чешских семей (191 человек, в том числе 90 мужчин и 101 женщина), затем — ещё 18 семей (91 человек, в том числе 33 мужчины и 58 женщин). Данной колонии было выделено 1467 десятин земли. В «Списке населённых мест Таврической губернии по сведениям 1864 года», составленном по результатам VIII ревизии 1864 года, Табор (ранее Кирей) — «колония чехов ведомства попечительского комитета», с 28 дворами, 191 жителем и обывательской почтовой станцией при колодцахъ. По обследованиям профессора А. Н. Козловского начала 1860-х годов, в селении были «колодцы глубиною 10—15 саженей (от 21 до 32 м) и половина колодцев с солёною или горькою водою». На трехверстовой карте Шуберта 1865—1876 года обозначена колония Кирей-Табор (записано, как Кирей колония Табор) с 37 дворами). На 1886 год в колонии Табор-Кирей, согласно справочнику «Волости и важнѣйшія селенія Европейской Россіи», проживало 61 человек в 14 домохозяйствах, действовала католическая часовня. По «Памятной книге Таврической губернии 1889 года», по результатам Х ревизии 1887 года, в деревне Кирей-Табор, уже Ишуньской волости, числилось 17 дворов и 89 жителей.
После земской реформы 1890 года Табор отнесли к Джурчинской волости.Согласно «…Памятной книжке Таврической губернии на 1892 год», в деревне Табор, составлявшей Таборское сельское общество, было 74 жителя в 16 домохозяйствах. По «…Памятной книжке Таврической губернии на 1900 год» в деревне Табор-Кирей числилось 139 жителей в 16 дворах. По Статистическому справочнику Таврической губернии. Ч.II-я. Статистический очерк, выпуск пятый Перекопский уезд, 1915 год, в деревне Кирей-Табор Джурчинской волости Перекопского уезда числилось 9 дворов (4 двора с землёй, 5 — безземельные) с чешским населением в количестве 28 человек приписных жителей и 8 «посторонних», из которых 19 мужчин и 17 женщин. Жители владели 336 десятинами удобной земли. В хозяйствах имелось 25 лошадей, 25 коров и 29 голов мелкого скота.
После установления в Крыму Советской власти и учреждения 18 октября 1921 года Крымской АССР, в составе Джанкойского уезда был образован Курманский район, в состав которого включили село. В 1922 году уезды получили название округов. 11 октября 1923 года, согласно постановлению ВЦИК, в административное деление Крымской АССР были внесены изменения, в результате которых был ликвидирован Курманский район и село включили в состав Джанкойского. Согласно Списку населённых пунктов Крымской АССР по Всесоюзной переписи 17 декабря 1926 года, в селе Кирей-Табор Воинского сельсовета Джанкойского района, числилось 22 двора, из них 21 крестьянский, население составляло 97 человек. В национальном отношении учтено: 57 немцев, 12 украинцев, 5 евреев, 1 русский, 22 записаны в графе «прочие». Постановлением ВЦИК РСФСР от 30 октября 1930 года был создан Ишуньский район, уже как национальный украинский и село включили в его состав, а после разукрупнения в 1935-м и образования также еврейского национального Лариндорфского (переименованный указом Президиума Верховного Совета РСФСР № 621/6 от 14 декабря 1944 года в Первомайский), село переподчинили новому району.
Вскоре после начала Великой Отечественной войны, 18 августа 1941 года крымские немцы были выселены, сначала в Ставропольский край, а затем в Сибирь и северный Казахстан, чехов эта участь миновала. С 25 июня 1946 года Табор-Кирей в составе Крымской области РСФСР. Указом Президиума Верховного Совета РСФСР от 18 мая 1948 года, Табор-Кирей переименовали в Макаровку. 26 апреля 1954 года Крымская область была передана из состава РСФСР в состав УССР. Время включения в Первомайский поссовет пока не выяснено: на 15 июня 1960 года село уже числилось в его составе. Указом Президиума Верховного Совета УССР «Об укрупнении сельских районов Крымской области», от 30 декабря 1962 года был упразднён Первомайский район и село присоединили к Красноперекопскому. 8 декабря 1966 года был восстановлен Первомайский район и село вернули в его состав. По данным переписи 1989 года в селе проживал 41 человек. С 12 февраля 1991 года село в восстановленной Крымской АССР, 26 февраля 1992 года переименованной в Автономную Республику Крым. С 21 марта 2014 года в составе Крыма аннексирована Россией.